# Popisná statistika
Popisná (deskriptivní) statistika je vědní obor, který se zabývá popisem stavu nebo vývoje hromadných jevů, které vykazují vliv náhody. Zahrnuje získávání, používání a analýzu kvantitativních vlastností kolekcí informací. Popisná statistika nejprve vymezí soubor entit, na nichž se bude uvažovaný jev zkoumat; pak všechny entity vyšetří z hlediska studovaného jevu; nakonec výsledky šetření sumarizuje a vytvoří číselný popis studovaného jevu.
Tento číselný popis studovaného hromadného jevu vzhledem k vyšetřovanému souboru je druhým významem spojení popisná statistika.. Od inferenční statistiky (nebo induktivní statistiky) se popisná statistika liší svým cílem shrnout vzorek, spíše než použít data k získání informací o populaci, o které se předpokládá, že vzorek dat reprezentuje. To obecně znamená, že popisná statistika, na rozdíl od inferenční statistik, není založena na teorii pravděpodobnosti a je často neparametrickou statistikou. I když analýza dat vyvozuje své hlavní závěry pomocí inferenční statistiky, obecně se také uvádí popisná statistika. Například v pracích, které referují o osobách, je obvykle zahrnuta tabulka uvádějící celkovou velikost vzorku, velikosti vzorků v důležitých podskupinách (např. pro každou léčebnou nebo expoziční skupinu) a demografické nebo klinické charakteristiky zkoumaného vzorku, jako je průměrný věk, podíl osob jednotlivých pohlaví, podíl osob se souvisejícími morbiditami atd.
K charakteristikám, které se běžně používají k popisu souboru údajů, patří charakteristiky polohy a charakteristiky variability. K charakteristikám polohy patří střední hodnota (průměr), medián a modus, k charakteristikám variability směrodatná odchylka (nebo rozptyl), minimální a maximální hodnota proměnných, charakteristiky špičatosti a šikmosti.